# Neuching
Neuching – miejscowość i gmina w Niemczech, w kraju związkowym Bawaria, w rejencji Górna Bawaria, w regionie Monachium, w powiecie Erding, siedziba wspólnoty administracyjnej Oberneuching. Leży około 7 km na południowy zachód od Erdinga, przy linii kolejowej Monachium – Erding.

## Dzielnice
W skład gminy wchodzą dwie dzielnice:
- Niederneuching
- Oberneuching

## Demografia
| Rok  | Liczba mieszk. |
| ---- | -------------- |
| 1970 | 1 268          |
| 1987 | 1 001          |
| 2000 | 2 162          |
| 2007 | 2 383          |

### Struktura wiekowa
Dane o ludności z 31 grudnia 2008:
| Opis                                | Ogółem | Ogółem | Kobiety | Kobiety | Mężczyźni | Mężczyźni |
| ----------------------------------- | ------ | ------ | ------- | ------- | --------- | --------- |
| Jednostka                           | osób   | %      | osób    | %       | osób      | %         |
| Populacja                           | 2386   | 100    | 1152    | 48,28   | 1234      | 51,72     |
| Wiek przedprodukcyjny (0–17 lat)    | 497    | 20,83  | 240     | 10,06   | 257       | 10,77     |
| Wiek produkcyjny (18–65 lat)        | 1594   | 66,81  | 757     | 31,73   | 837       | 35,08     |
| Wiek poprodukcyjny (powyżej 65 lat) | 295    | 12,36  | 155     | 6,5     | 140       | 5,87      |

## Polityka
Wójtem gminy jest Hans Peis, rada gminy składa się 14 z osób.
|      | CSU | SPD | FWG | ÜWG | NB | Razem |
| 2008 | 4   | 3   | 4   | 2   | 1  | 14    |
| 2002 | 4   | 2   | 4   | 3   | 1  | 14    |

## Oświata
W gminie znajduje się przedszkole oraz szkoła podstawowa.